# District de Yeonggwang
Le district de Yeonggwang est un district de la province du Jeolla du Sud, en Corée du Sud.